# Jamie Kennedy
Pour les articles homonymes, voir Kennedy.
Jamie Kennedy est un acteur, humoriste, producteur et scénariste américain, né le 25 mai 1970 à Upper Darby Township, (Pennsylvanie).

## Biographie

### Carrière
James Harvey Kennedy s'est intéressé au métier d'acteur depuis l'âge de quinze ans, il fait sa première apparition au cinéma dans le film Le Cercle des poètes disparus, bien qu'il ne soit pas crédité au générique, cela lui donne envie de persévérer dans cette voie et en 1996 il obtient enfin un premier vrai rôle dans un long-métrage puisqu'il campe Sampson dans Roméo + Juliette de Luhrmann. La même année, il joue dans le slasher Scream, grâce à son rôle de Randy Meeks dans le film de Wes Craven, il accède à une certaine popularité. Ce qui se confirme puisqu'il est choisi pour jouer aux côtés de Will Smith dans Ennemi d'État ou encore George Clooney dans Les Rois du désert. En 2005, il succède à Jim Carrey dans Le Fils du Mask mais l'échec de ce blockbuster semble freiner sa carrière qui va par la suite compter principalement des productions télévisuelles (comme Ghost Whisperer où il campe le professeur Eli James) ou des DTV comme Extreme Movie, Fells So Good, ou bien encore Tremors 5: Bloodlines.
Il est parallèlement scénariste et producteur.

### Vie privée
Il a été en couple avec Jennifer Love Hewitt mais se sont séparés en mars 2010,.
Il a quatre sœurs et un frère

## Filmographie

### Cinéma

#### Longs métrages
- 1989 : Le Cercle des poètes disparus (Dead Poets Society) : ? (non crédité)
- 1996 : Roméo + Juliette (Romeo + Juliet) : Sampson
- 1996 : Scream : Randy Meeks
- 1997 : Bongwater de Richard Sears : Tommy
- 1997 : Clockwatchers de Jill Sprecher : Eddie
- 1997 : Sparkler : Trent
- 1997 : Scream 2 : Randy Meeks
- 1997 : Pour le pire et pour le meilleur (As Good as It Gets) : Street Hustler
- 1998 : Stricken : Banyon
- 1998 : Starstruck de John Enbom : George Gordon Flynn
- 1998 : The Pass : l'adjoint Jim Banks
- 1998 : Soundman : l'assistant de Frank et Marty (voix)
- 1998 : Ennemi d'État (Enemy of the State) : Jamie
- 1999 : Bowfinger, roi d'Hollywood (Bowfinger) : Dave
- 1999 : The Debtors : ?
- 1999 : Les Rois du désert (Three Kings) : Walter Wogaman
- 2000 : Road to Flin Flon : Brad
- 2000 : Les Initiés (Boiler Room) : Adam
- 2000 : Scream 3 : Randy Meeks (caméo en vidéo)
- 2000 : Piégé (Bait) : l'agent Blum
- 2000 : The Specials : Amok
- 2001 : Docteur Dolittle 2 (Doctor Dolittle 2) : Bandit, le 2e chien / animaux de la forêt / groupie des animaux (voix)
- 2001 : Jay et Bob contre-attaquent (Jay and Silent Bob Strike Back) : l'assistant de production de Chaka
- 2001 : Le Grand Coup de Max Keeble (Max Keeble's Big Move) de Tim Hill : le démon de la crème glacée
- 2001 : Pretty When You Cry : Albert Straka
- 2002 : Bug de Phil Hay et Matt Manfredi : Dwight
- 2003 : Sol Goode (en) de Danny Comden (en) : Justin Sax
- 2003 : Le Rappeur de Malibu (Malibu's Most Wanted) : Brad « B-Rad » Gluckman
- 2004 : Harold et Kumar chassent le burger (Harold and Kumar Go to White Castle) de Danny Leiner : l'homme terrifiant (non crédité)
- 2005 : Le Fils du Mask (Son of the Mask) : "The Mask" / Tim Avery
- 2006 : Farce of the Penguins : Jamie (voix)
- 2007 : Kickin It Old Skool : Justin Schumacher
- 2008 : Extreme Movie : Mateus
- 2009 : Finding Bliss : Dick Harder
- 2011 : Butterfly Café (Café) : Glenn, le dealer
- 2012 : Good Deeds : Mark Freeze
- 2012 : Bending the Rules : Theo Gold
- 2012 : Lost and Found in Armenia : Bill
- 2013 : Spring Break '83 : Ballzack
- 2014 : Very Bad Games : Justmitch
- 2014 : Jackhammer : Lance Selmour
- 2015 : Tremors 5: Bloodlines : Travis Welker
- 2018 : Spinning Man : Ross
- 2018 : Tremors: A Cold Day in Hell : Travis Welker
- 2019 : Ad Astra de James Gray : Peter Bello
- 2022 : Scream de Matt Bettinelli-Olpin et Tyler Gillett : un invité chez Amber (voix, non crédité)

#### Court métrage
- 1997 : Coat : Jamie

#### Films d'animation
- 2005 : Dinotopia : À la recherche de la roche solaire (Dinotopia: Quest for the Ruby Sunstone) : Spazz (voix originale)
- 2009 : Curious George 2: Follow That Monkey! : Danno Wolfe (voix originale)
- 2012 : The Reef 2: High Tide : Ronny (voix originale)

### Télévision

#### Téléfilms
- 1997 : On the Edge of Innocence : Luke Canby
- 2001 : Slacker Cats : Buckley (téléfilm d'animation - voix originale)
- 2007 : Me and Lee? : Joel
- 2007 : Larry the Cable Guy's Christmas Spectacular : le fantôme de Noël
- 2012 : Parental Payback : Rik Sari
- 2012 : L'Agence Cupidon (Cupid) : Vernon Gart
- 2013 : Un intrus dans ma maison (4Closed) : Forrest Hayes
- 2014 : À l'épreuve du lycée (Nowhere Safe) : Kevin Carlisle

#### Séries télévisées
- 1994 : VR Troopers : Elmo (épisode 95)
- 1994 : Génération musique (California Dreams) : l'homme avec le hoquet / l'homme sur la plage (saison 3, épisodes 11 et 15)
- 1995 : Unhappily Ever After : Stoney (saison 2, épisodes 2, 7 et 9)
- 1995 : Ellen : Tad (saison 3, épisodes 5 et 12)
- 1997 : Expériences interdites (Perversions of Science) : Spaceman John (saison 1, épisode 7)
- 2000 : Stark Raving Mad : Doobs (saison 1, épisode 13)
- 2001 : Strange Frequency : Pete Derek (saison 1, épisode 7)
- 2002 : Les Nuits de l'étrange (Night Visions) : Mark Stevens (saison 1, épisode 23)
- 2005-2007 : Du côté de chez Fran : l'annonceur télévisé / Alan (saison 1, épisodes 6 et 10)
- 2006 : Mind of Mencia : Will Pillowbiter (saison 2, épisode 11)
- 2007 et 2017 : Esprits criminels (Criminal Minds) : Floyd Feylinn Ferell, le nécrophage-psychopathe (saison 3, épisode 8 et saison 13, épisode 5)
- 2008 : Le Diable et moi (Reaper) : Ryan Milner (saison 1, épisode 11)
- 2008-2010 : Ghost Whisperer : le professeur Eli James (45 épisodes)
- 2010 : Eureka : Dr Ramsey (saison 4, épisode 4)
- 2011 : Entourage : lui-même (saison 8, épisodes 3 et 5)
- 2014 : Kingdom : Bucky DeMarco (2 épisodes)
- 2014 : The After : Dave (saison 1)
- 2016 : Heartbeat : Dr Callahan (8 épisodes)
- 2016 : Lucifer :  Andy Kleinburg (saison 2, épisode 12)

#### Séries d'animation
- 2001 : Da Mob : Rooster (épisode(s) inconnu(s) - voix originale)
- 2003-2004 : Les Rois du Texas (King of the Hill) : Dr Tim Rast / Fudgie et le chef de la police (saison 7, épisode 13 / saison 8, épisode 12 - voix originale)
- 2004 : Crank Yankers : Wally Palumbo (saison 2, épisode 23 - voix originale)
- 2009-2012 : The Cleveland Show : Federline Jones et autres personnages additionnels (21 épisodes - voix originale)
- 2009-2012 : Fanboy and Chum Chum : Kyle / Fankylechum (18 épisodes - voix originale)

### Jeux vidéo
- 2009 : Real Heroes: Firefighter : Marc Cameron (voix originale)

## Récompenses
Il a remporté un Blockbuster Award en 1998 dans la catégorie meilleur acteur de soutien dans un film d'horreur pour son rôle de Randy Meeks dans Scream 2 (1997).

## Voix francophones
En France
| - Damien Witecka, dans : - Ghost Whisperer (série télévisée) - Eureka (série télévisée) - L'Agence Cupidon (téléfilm) - Les Experts (série télévisée) - Tremors: A Cold Day in Hell - Cyril Aubin dans : - Scream 2 - Scream 3 - Gilbert Lachance, dans : - Le Truand de Malibu - Ados extrêmes - Philippe Valmont dans : - Un intrus dans ma maison (téléfilm) - Lucifer (série télévisée) - Jérémy Prévost dans : - Kingdom (série télévisée) - Spinning Man | et aussi - Cédric Dumond dans Roméo + Juliette - Mathias Kozlowski dans Scream - Boris Rehlinger dans Pour le pire et pour le meilleur - Olivier Jankovic dans Bowfinger, roi d'Hollywood - Jean-François Vlérick dans Les Rois du désert - Laurent Lederer dans Les Initiés - Patrick Mancini dans Docteur Dolittle 2 - Vincent de Boüard dans Jay et Bob contre-attaquent - François Godin dans Le Grand Coup de Max Keeble, - Sébastien Desjours dans Les Nuits de l'étrange (série télévisée) - Éric Bonicatto dans Sol Goode (en) - Jean-Christophe Dollé dans Le Fils du Mask, - Laurent Morteau dans Esprits criminels (série télévisée) - Nicholas Savard L'Herbier dans Kickin' It Old Skool, - Frédéric Popovic dans Le Diable et moi (série télévisée) - Igor Chometowski dans Good Deeds - Jean-Pierre Leblan dans La Créature des Bermudes (téléfilm) - Ludovic Baugin dans À l'épreuve du lycée (téléfilm) - Mark Lesser dans Tremors 5: Bloodlines |

Au Québec
Note : La liste indique les titres québécois.
| - Gilbert Lachance dans : - Frissons - Frissons 2 - Frissons 3 - Le Truand de Malibu - Ados extrêmes - Antoine Durand dans : - Le Passager - Trois Rois - Le Fils du Masque | et aussi - Benoit Éthier dans Roméo + Juliette de William Shakespeare - Sylvain Hétu dans Le Clan des Millionnaires - Martin Watier dans Jay et Bob contre-attaquent - François Godin dans Le Grand Coup de Max Keeble, - Nicholas Savard L'Herbier dans Accros du rétro |